# جوشوا بايز
جوشوا إيمانويل بايز (من مواليد 28 يونيو 2003) هو لاعب بيسبول أمريكي دومينيكي محترف في منظمة سانت لويس كاردينالز.